# U-1059
L'U-1059 fu un sommergibile tedesco Tipo VIIF, al servizio della Marina da guerra tedesca durante la seconda guerra mondiale.
Entrato in servizio il 1º maggio 1943, l'U-1059 fu uno dei quattro sommergibili da trasporto Tipo VIIF e poteva trasportare fino a 39 siluri. Il suo impiego principale era quello di rifornire gli altri U-Boot in mare. L'U-1059 servì, inizialmente, nella 5. Unterseebootsflottille come unità da addestramento e, successivamente, nella 12. Unterseebootsflottille dal 1º gennaio 1944 al 19 marzo dello stesso anno. L'U-1059 completò una missione di trasporto di siluri.
Mentre stava trasportando dei siluri destinati al Monsun Gruppe, un'unità di U-Boot operante in Estremo Oriente, l'U-1059 fu affondato il 19 marzo 1944 alle coordinate 13°06′00″N 33°26′24″W, a sud-ovest delle Isole di Capo Verde da alcuni Avenger e Wildcat, provenienti dalla portaerei di scorta USS Block Island. Dei 55 uomini dell'equipaggio solo 8 si salvarono.